# Great Livermere
Great Livermere is een civil parish in het bestuurlijke gebied St. Edmundsbury, in het Engelse graafschap Suffolk met 230 inwoners.